# Brygada Jazdy Ochotniczej
Brygada Jazdy Ochotniczej, Jazda Ochotnicza mjr. Jaworskiego – brygada jazdy Wojska Polskiego II RP.
W lipcu 1920 major Feliks Jaworski otrzymał rozkaz sformowania Brygady Jazdy Ochotniczej, w składzie trzech pułków:
- 1 Wołyńskiego pułku jazdy ochotniczej,
- 2 Lubelskiego pułku jazdy ochotniczej,
- 3 Siedleckiego pułku jazdy ochotniczej.

Jazda mjr. Jaworskiego wzięła udział w wojnie z bolszewikami, w składzie 2 Armii. Między innymi 17 sierpnia 1920 pod Kąkolewnicą (na południe od Międzyrzeca Podlaskiego) rozbiła sowiecką 170 Brygadę Strzelców. Dwa dni później w bitwie pod Frankopolem i Skrzeszewem zablokowała przeprawę na Bugu i zmusiła kilka dywizji bolszewickiej 16 Armii do zmiany kierunku odwrotu.